# Рогаль, Виталий Сергеевич
Вита́лий Серге́евич Рога́ль (1915, село Снегирёвка Киевской губернии — 4 декабря 2004, Иркутск) — советский и российский живописец. Народный художник РСФСР (1980).

## Биография
Родился в 1915 году в селе Снегирёвка (ныне вошло в состав города Тетиев), по различным сведениям, 9 августа или 9 сентября.
В 1941 году окончил Иркутский изопедтехникум. В 1948—1950, 1955—1964, 1979—1983 годах — председатель Иркутского областного Союза художников.

## Звания
- Заслуженный художник РСФСР (1962).
- Заслуженный деятель искусств РСФСР (1972).
- Народный художник РСФСР (1980).
- Почётный гражданин Иркутска (1986).
- Почётный гражданин Иркутской области (2003).

## Память
- В Иркутске на доме, где жил Виталий Рогаль, установлена мемориальная доска[6].
- Имя Виталия Рогаля носит городской выставочный центр[7].